# Yaïr Benaïm
Pour les articles homonymes, voir Benaïm.
Yaïr Benaïm est un violoniste et chef d'orchestre franco-israélien.

## Biographie
Yaïr Benaïm commence le violon dès l’âge de trois ans. Il est successivement l’élève des professeurs Ilona Feher, Hagaï Shaham et Yigal Tuneh, le super-soliste de l’Orchestre philharmonique d'Israël. Boursier de la Fondation Amérique-Israël pour la culture 1989-1996, il obtient le statut national d'Artiste Emérite d’Israël en 1990, et remporte le prix de musique de chambre de l'Israël Broadcasting Authority en 1991 .
Sa rencontre avec le violoniste Gérard Poulet, qui devient son maître, l’amène à poursuivre sa carrière en France, où il s’installe en 1997. Il est alors lauréat de la Fondation internationale Nadia & Lili Boulanger (Premier Nommé) et remporte le troisième grand prix du Concours Pierre Lantier. Il mène une activité de soliste et de chambriste .
En 2000, il fonde le Quatuor Benaïm dont il est le premier violon, avec lequel il se produit en France et à l’étranger, et remporte des prix internationaux tels que ARD-Munich en 2004, Prix du ministère de la Culture au Concours international de Bordeaux, Mozarteum et Ville de Salzbourg en 2007 .
Il enseigne la musique de chambre au Conservatoire à Rayonnement Régional de Rueil-Malmaison.
Parallèlement à ses activités de soliste et professeur, il se consacre depuis 2009 principalement à la direction d'orchestre . Il dirige l'Open Chamber Orchestra, un orchestre symphonique qu'il a créé en 2017.
Au théâtre, il joue comme violoniste dans Haïm - à la lumière d'un violon, texte et mise en scène de Gérald Garutti aux côtés notamment de Mélanie Doutey et Dana Ciocarlie, spectacle présenté en 2014-2015 en France et en tournée, notamment à Londres à The Print Room at the Coronet.
En 2020, il dirige L'Histoire du Soldat de Charles Ramuz et Igor Stravinsky, mis en scène par Gérald Garutti et chorégraphié par Maxime Thomas, avec trois comédiens, une danseuse et sept musiciens. Le spectacle est créé au Pan Piper.
Yaïr Benaïm joue actuellement sur un violon Camilo Camilli de 1747.

## Discographie
- Œuvres pour piano – Octuor de Jacque-Dupont  et Dominique Vidal, avec Gérard Poulet, Françoise Gneri, Marie-Paule Milone, Gilbert Audin, Vladimir Dubois – Polymnie (Harmonia Mundi)
- Ernest Chausson – Concert, Poème avec Gérard Poulet et Denis Pascal – Polymnie (Harmonia Mundi)
- Ravel,  Saint-Saëns, Debussy, Roussel, Musique française avec harpe, avec Benoit Wery, Philippe Cuper, Jean Ferrandis - Le Chant de Linos
- La Chèvre de monsieur Seguin - Musique d’Olivier Penard – Didier Jeunesse
- Clàsico y moderno, Mosalini y Quatuor Benaïm – Maniana (Naïve)